# Shadow Fight 3
Shadow Fight 3 (укр. Бій з тінню 3) — мобільна гра у жанрі файтингу, розроблена та випущена російською компанією Nekki. У квітні 2016 було оголошено, що гра вийде восени того ж року , однак реліз гри відбувся 16 листопада 2017 року.
На відміну від попередніх ігор, у Shadow Fight 3 персонажі зображені як реалістичні тривимірні персонажі, тоді як у Shadow Fight 2 персонажі зображені у вигляді тіней.

## Розробка гри
Розробка гри тривала близько двох років. Приводом для розробки стала велика популярність Shadow Fight 2 (близько 250 млн завантажень по всьому світу)

## Сюжет
Після подій, що відбулися у другій частині, пройшло багато років. Головний персонаж гри — нащадок Тіні, протагоніста минулої частини. Технології не стояли на місці, і за цей час люди звикли до присутності тіньової енергії, хоч і ставились до неї по-різному.
Хтось вважав, що тіньова енергія небезпечна, хтось хотів її вивчити, а хтось просто зберегти в незайманому вигляді. Через відмінності в цілях — в суспільстві стався розкол.
У світі з'явилося три фракції:
- Легіон — прагне знищити тіньову енергію, роблячи ставку на важку зброю та обладунки
- Династія — прагне зберегти тіньову енергію, роблячи ставку на спритність
- Вісники — прагне підкорити, та контролювати тіньову енергію, роблячи ставку на точність та швидкість

У двох фракцій доволі напружені відносини — Династія знаходиться у конфронтації з Легіоном, через суперечки щодо тіньової енергії. Вісники ж в протистояння не втручаються, залишаючись нейтральними.
У кожної фракції є свій лідер, з якими гравець зустрінеться, просуваючись далі по сюжету.

## Геймплей
Як і в минулій частині, гравець може вдосконалювати свої обладунки та зброю. З'явилася можливість кастомізувати свого персонажа, змінити його стать, колір волосся та риси обличчя.